# Рива пресо Киери
Рѝва прѐсо Киѐри (на италиански: Riva presso Chieri; на пиемонтски: Riva 'd Cher, Рива ъд Кер) е малък град и община в Метрополен град Торино, регион Пиемонт, Северна Италия. Разположен е на 262 m надморска височина. Към 1 януари 2020 г. населението на общината е 4765 души, от които 197 са чужди граждани.